# Robert Hallam
Robert Hallam (né à Oxford, Angleterre et mort en 4 septembre 1417 au château de Gottlieben, près de Constance, Suisse) est un pseudo-cardinal anglais du XVe siècle.

## Repères biographiques
Hallam étudie à l'université d'Oxford. Il est archidiacre de Canterbury, chancelier de l'université d'Oxford et va à Rome en 1405. En 1406 il est élu archevêque d'York, mais le roi Henri IV d'Angleterre n'accepte pas son élection. 
L'antipape Jean XXIII le crée cardinal lors du consistoire du 6 juin 1411, mais il n'accepte pas la promotion. Le cardinal Hallam participe au concile de Constance, où il soutient la thèse, selon laquelle un concile général peut exercer de l'autorité sur le pape.